# Phytomyza hoppi
Phytomyza hoppi är en tvåvingeart som beskrevs av Erich Martin Hering 1925. Phytomyza hoppi ingår i släktet Phytomyza och familjen minerarflugor.
Artens utbredningsområde är Schweiz. Inga underarter finns listade i Catalogue of Life.